# Бакирівка
Ба́кирівка — село в Україні, у Чернеччинській сільській громаді Охтирського району Сумської області. Населення становить 366 осіб. Колишній орган місцевого самоврядування — Бакирівська сільська рада.

## Географія
Село Бакирівка знаходиться на лівому березі річки Ворскла, вище за течією на відстані 2 км розташоване село Маракучка, нижче за течією на відстані 1,5 км розташоване село Литовка, на протилежному березі — село Кам'янка. Річка в цьому місці звивиста, утворює багато лиманів, стариць і заболочених озер. До села примикає лісовий масив (сосна, дуб).

## Історія
1685 рік — перша згадка про село.
За переписом 1732 року село налічувало 76 хат та 207 жителів. За даними на 1864 рік, у казеній слободі, центрі Кириківської волості Охтирського повіту Харківської губернії, мешкало 628 осіб (312 чоловічої статі та 316 — жіночої), налічувалось 118 дворових господарств, існувала православна церква. Станом на 1914 рік кількість мешканців села зросла до 1135 осіб.
Село постраждало внаслідок геноциду українського народу штучним голодом, проведеного урядом СРСР у 1932–1933 та 1946–1947 роках. Під час Голодомору 1932—1933 років в селі помічено масовий забій худоби, а також численні факти крадіжок овочів, картоплі, коней «для споживання». Це спостерігалось в селі Бакирівка, Олешня, Яблучне Охтирського району та селах Недригайлівського району — «43 випадки крадіжок корів, коней — 10 випадків» лише протягом березня 1933 року. Загалом протягом 1933 року в Бакирівці від голоду померло не менше 22 осіб, з них щонайменше 7 — діти.
У 1981 році за ініціативою мешканців на цвинтарі встановлено пам'ятний знак, присвячений жертвам Голодомору 1932—1933 років.
12 червня 2020 року, відповідно до розпорядження Кабінету Міністрів України № 723-р «Про визначення адміністративних центрів та затвердження територій територіальних громад Сумської області», село увійшло до складу Чернеччинської сільської громади.
19 липня 2020 року, в результаті адміністративно-територіальної реформи та ліквідації Охтирського району (1923—2020), село увійшло до складу новоутвореного Охтирського району.

## Архітектурні пам'ятки

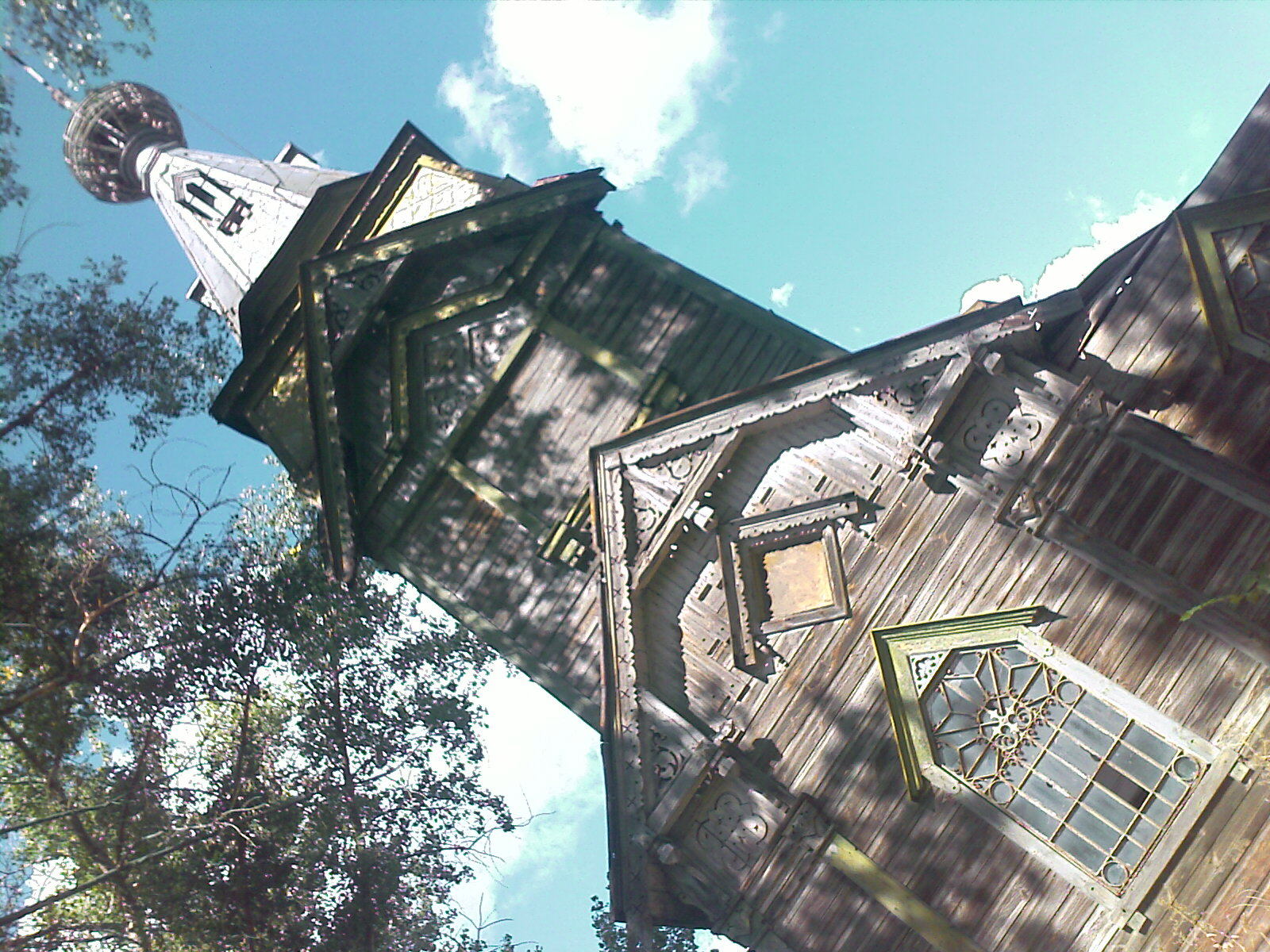
П'ятницька церква, дзвіниця.

В селі є напівзруйнований дерев'яний храм Святої Параскевії П'ятниці, перша згадка про який датована 1560 роком, за правління царя Іоанна Грозного.
Церква села зазнала оновлень та перебудов декілька разів: 1712, 1801, 1864, 1901, 1903 роках. За попередніми даними сучасна церква побудована або наприкінці 19 століття, або 1903 року в стилі дерев'яний модерн.
Автор проекту — архітектор Покровський Володимир Миколайович (1864—1924), єпархіальний будівничий Вашавсько- Холмської та Харківської єпархій. За деякими даними дерев'яна церква в селі Бакирівці — єдина з церков архітектора, що збереглася донині та була в досить задовільному стані у 1970-ті роки. Покинута та недоглядена будівля зазнала значної руйнації наприкінці 1980-х — початку 1990-х рр. Обвалився дах і купол над середхрестям.
Має цегляні підмурки. Хрещата в плані, дерев'яна, зовнішні фасади були захищені дошками горизонтально на зразок дощатого русту. Вікна мали малі скляні шибки, що вгорі переходили в зірковий малюнок. Особливість церкви — цікаві дерев'яні деталі з наскрізними візерунками. Єдина гранчата баня над середхрестям (восьмерик) мала дах-шатро і мале луковичне завершення з хрестом (нині відсутнє). Над входом — висока дзвіниця (четверик) з високим шпилем-шатро і чотирма віконцями-слухами.
Дерев'яна церква була потинькована всередині по сітці з дерев'яної ж дранки, поверх тиньку створені стінописи з зображенням святих. Після обвалу бані стінописи сильно пошкоджені, підлога засипана уламками цегли та балок стелі. В храмі знаходиться унікальна підлога в грецькому стилі, і до революції 1917 року був порцеляновий іконостас.
Церква була внесена до державного реєстру «Памятники градостроительства и архитектуры Украинской ССР [ПГА, т.4, 1986, с.17-18]», але це не допомогло її збереженню.

## Пам'ятки природи
Бакирівський — гідрологічний заказник загальнодержавного значення.
Гідрологічний і зоологічний заказник розташований в межах трьох районів — Тростянецького, Охтирського і Великописарівського. Одне з найбільших боліт у зоні лівобережного лісостепу. Має велике водорегулююче значення для річки Ворскли. Заказник — місце поселення цінних звірів — видри, ондатри, а також великої кількості птахів.

## Постаті
- Волков Василь Миколайович (1975—2022) — солдат Збройних Сил України, учасник російсько-української війни.